# Tour de Trakya
Le Tour de Trakya est une course cycliste sur route par étapes turque créée en 2010. Elle fait partie de l'UCI Europe Tour, en catégorie 2.2. Elle est courue en Thrace orientale (Trakya signifie Thrace en turc).

## Palmarès
| Année | Vainqueur         | Deuxième            | Troisième              |
| ----- | ----------------- | ------------------- | ---------------------- |
| 2010  | Stefan Hristov    | Mert Mutlu          | Georgi Petrov Georgiev |
| 2011  | Andreas Keuser    | Kemal Küçükbay      | Danail Petrov          |
| 2012  | Yuriy Metlushenko | Ali Rıza Tanrıverdi | Eduard-Michael Grosu   |